# Fiodor Karamazov
Fiodor Karamazov (en russe : Фёдор Па́влович Карама́зов) est un des principaux personnages du roman de Fiodor Dostoïevski Les Frères Karamazov, chef de famille des Karamazov et père de Dmitri, d'Ivan, et d'Alexeï Karamazov.

## Création du personnage

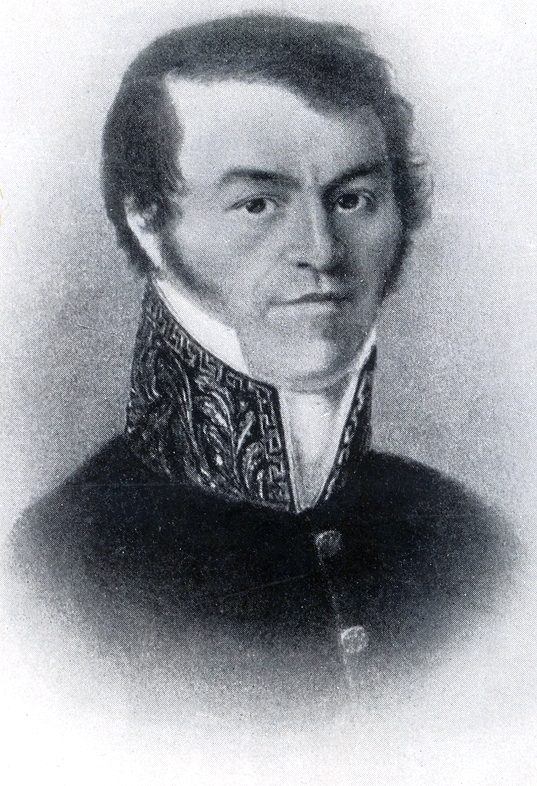
Le père de Dostoïevski : Mikhaïl Andréiévitch Dostoïevski

À la différence des autres personnages du roman, il existe peu d'informations sur le prototype dont s'est servi Fiodor Dostoïevski pour Fiodor Karamazov. Selon le critique littéraire Arkadi Dolinine, son modèle pourraient être un collaborateur des revues Le Temps et L'Époque, le poète et homme de lettres Piotr Gorski (1826-1877). Selon la fille de l'écrivain, Lioubov Dostoïevskaïa, certains traits du père Karamazov correspondent à ceux du père de l'écrivain : Mikhaïl Andréiévitch Dostoïevski,.
Selon Moïse Altman le prototype de Fiodor Karamazov pourrait être Dmitri Nikolaiévitch Philosophov, le beau-père d'Anna Philosophova, figure publique et une des leaders du mouvement des femmes en Russie dans les années 1860-1880. Anna Philosophova était une amie de Dostoïevski, ce qui lui a permis d'être parfaitement au courant des traits de caractère et du comportement social de Dmitri Philosophov. Le prototype et le personnage du roman ont comme traits communs la libre-pensée et la volupté. Philosophov a également été marié à deux reprises et ses deux épouses sont mortes avant lui. Comme chez Karamazov l'une était très belle et l'autre était timide, supportait tout et se taisait tout le temps. Philosophov avait trois fils également. Le plus jeune qui rappelle Alexeï Karamazov par son caractère. L'aîné, Nikolaï Philosophov, privé d'héritage sous prétexte qu'il a déjà reçu suffisamment et dont l'histoire est semblable à celle de Dmitri Karamazov. Leurs relations sont également tendues jusqu'au point de menacer de se tuer comme cela se passe entre le père Fiodor et le fils aîné Dmitri Karamazov.
Le critique Kennoske Nakamoura, en tentant d'établir des parallèles avec des œuvres antérieures de l'écrivain, remarque la ressemblance entre Fiodor Karamazov et Ossip Polzounkov, le héros principal de la nouvelle éponyme « Polzounkov ». Ce sont des personnages à l'esprit vif et qui « se moquent sincèrement des autres », et sont en même temps obséquieux, et ont un aspect extérieur stupide. Nakamoura souligne que parmi ces personnages Fiodor Karamazov l'emporte par « la malice, l'esprit calculateur, la méfiance, et son caractère répugnant ». Nakamoura remarque encore l'analogie avec Piotr Valkovski, personnage du roman plus ancien « Humiliés et offensés ». Par exemple quand Valkovski s'écrie: « Tout pour moi, le monde entier a été créé pour moi. Écoute mon ami, je crois vraiment que l'on peut bien vivre en ce monde. Et c'est cela la principale des vérités … ».

## Dans le roman

### Histoire et situation personnelles
Fiodor Karamazov est un petit propriétaire foncier issu d'une famille noble mais obscure, qui par la suite réussit à conclure un mariage financièrement avantageux. À peine marié, il accapare l'argent de son épouse et tente de s'approprier le village dont elle a la propriété. L'épouse s'enfuit, abandonnant son mari et le fils qu'ils ont eu ensemble, Dmitri et dont Fiodor Karamazov oublie très rapidement l'existence. Il se remarie quelques années plus tard avec une jeune fille, séduit par sa beauté. Puis, celle-ci décède lui laissant deux enfants Ivan et Alexeï. Il ne prend pas part à leur éducation.
À l'époque où son fils Dmitri atteint l'âge de vingt-huit ans, le père Karamazov est devenu un riche propriétaire terrien. Mais il n'accepte pas de donner à son fils Dmitri sa part d'héritage provenant de sa mère décédée, ce qui provoque un conflit entre le père et le fils. En même temps père et fils tombent amoureux de la même femme, Grouchenka, ce qui attise leur conflit. Finalement le père Fiodor meurt le crâne fracassé et tout indique que c'est Dimitri qui l'a tué.

### Première épouse
La première épouse de Fiodor Karamazov, Adélaïde Ivanovna, est une personne « basanée, au tempérament ardent et audacieux ». Selon le philologue Dmitri Likhatchov, cette combinaison d'épithètes pour définir son caractère « stimule l'imagination du lecteur ». Ce type de tempérament est souvent associé à des personnes au teint halé habitants des régions sud. Et Likhatchov note que Dostoïevski fait également référence à une période de la vie de Fiodor au sud de la Russie, comme lui-même en a connu.

## Portrait du personnage

### Apparence
Kennoske Nakamoura considère que la description de Fiodor Karamazov, avec « les modifications d'humeurs et d'émotions imperceptibles et subtiles », est la mieux réussie parmi celles des personnages du roman. « Sa physionomie reflétait à cette époque de manière extraordinaire les marques de la vie qu'il avait menée ». Le visage de Fiodor Karamazov est « petit, mais charnu », traversé de nombreuses rides profondes et au menton pointu. Sous ses petits yeux « toujours fureteurs, insolents et railleurs » il a de « poches longues et charnues ». Sa bouche est grande et goulue, ses lèvres gonflées et sensuelles, ses dents petites noires et effritées. Son nez était « petit, très fin et fortement arqué ». Sous le menton, une pomme d'Adam charnue, grande et oblongue. Cela « lui donne un air de répugnante sensualité bestiale ». Malgré cela Fiodor Karamazov aime « plaisanter sur son visage dont il demeure, en fin de compte, satisfait », insistant sur la forme de son nez qui lui donnait « l'air d'un authentique patricien de Rome du temps de la décadence »,.
Le thème de la laideur morale et physique du personnage est donnée aussi par son fils Dmitri : « … je n'aime pas son apparence, elle a quelque chose de sale, défiant tout ce qui est pur, quelque chose de ridicule et de dégoûtant, oui dégoûtant ».

### Caractère
Le monde intérieur de Fiodor Karamazov est décrit sous toutes ses facettes et dès les premières étapes du roman. « Ce n'est pas vraiment un méchant homme, mais il est déformé », dit de lui son fils Alexeï. Dostoïevski exprime la même idée, suivant lequel le mal apparent n'est pas toujours un signe de la destruction complète d'une personnalité. Toutefois, ce personnage apparaît de manière générale comme l'incarnation de la destruction, puisqu'il est à la source de l'« explosion » qui fait progresser l'intrigue du roman.
Le chercheur Kennoske Nakamoura, spécialiste de l'œuvre de Dostoïevski, définit Fiodor Karamazov comme « un jouisseur, rusé et corrompu ». Il n'y a trace chez lui d'aucun comportement orienté vers un but noble, du fait de son absence de foi et d'idéal. Il n'a pas peur de paraître stupide et son manque de morale lui permet d'accepter sans scrupule sa situation financière par rapport à sa femme. Il n'émet aucune réflexion sur la différence entre le bien et le mal, la vérité et le mensonge. Selon Nakamoura, le personnage ne se présente qu'avec une apparence qui n'a pas de côté intérieur inverse. C'est ainsi que lui sont étrangers : les sentiments de honte ou de responsabilité, ou celui d'être ridicule devant les autres . Tous les autres lui sont étrangers, même les enfants, et il n'a aucun regret concernant sa dureté de cœur à leur égard.
En même temps, il est suffisamment rusé et égoïste pour rester « adorable » quand il s'agit de femmes ou d'argent. Il dit toujours ce qu'il faut dire au moment opportun. Il est suffisamment finaud pour connaître les sentiments des gens qui l'entourent et les évaluer à leur juste valeur. Il n'a pas de complexe de supériorité et c'est pourquoi les sentiments d'envie et d'hostilité lui sont étrangers. Pour atteindre ses objectifs il ne va pas jusqu'au meurtre. Dostoïevski le présente comme un homme au sens pratique. Il participe activement à la vie qui se développe autour de lui dans l'intention de pouvoir ainsi satisfaire ses propres désirs.
Nakamoura estime encore que malgré le fait que pour Fiodor Karamazov « rien n'est sacré », Dostoïevski peut très bien aimer pareil personnage. Ceci du fait de sa passion sincère et la force que lui donne l'âge dans sa rivalité avec son fils. Les discussions et les rivalités entre eux ne l'empêchent pas de chercher de toutes ses forces à conquérir le cœur de Grouchenka . Malgré sa capacité de comprendre avec finesse la personnalité des autres, Fiodor Karamazov ne parvient pas à comprendre que « lui et Dmitri sont des gens tout à fait différents ». Il craint Dmitri. En même temps, estime Nakamoura, les deux personnages se sentent semblables du fait du « terrain affectif » qui rapproche leurs forces . Aucun des deux ne demande une explication logique et compréhensible sur le fait de savoir ce qu'est une femme.
Selon le même critique le personnage de Fiodor Karamazov ne devrait avoir peur de rien. Or il craint malgré tout la mort et en particulier la sienne qui lui viendrait de la main de son fils Dmitri. Cette peur est décrite dans le chapitre VIII, En buvant du Cognac, du livre troisième : Les luxurieux, quand Fiodor demande à Ivan si Dieu existe ou non . Cette question inquiétait particulièrement les Russes, peuple mystique et religieux en cette fin de siècle, comme Dostoïevski lui-même. Elle place le lecteur dans une situation de questionnement inquiet, du fait que la question vient d'un personnage tel que Fiodor.

## Analyse du personnage
Selon le spécialiste américain de slavistique et président de la Société nord-américaine Dostoïevski Robert Jakson, Fiodor Karamazov occupe une place centrale pour ce qui est du « plaisir » et pour boire son Cognac en discutaillant. De son premier penchant survient le crime et du second le châtiment. Fiodor Karamazov crée lui-même les causes du sort qui l'attend et se déplace maladroitement vers son propre châtiment. À partir d'un moment, il dépasse toutes les bornes, et Dostoïevski le signale avec précision, malgré le fait que ce soit « un moment très difficile à percevoir dans la dialectique relative au destin d'un homme ». Jakson remarque que la laideur morale du personnage se traduit par son état d'ivresse incessant. Son aspect profanateur atteint des sommets lors de la réunion familiale au monastère dans le chapitre VIII du Livre deuxième du roman « Un scandale », quand il « … ne peut plus se contrôler et s'envole comme du haut des montagnes ».
Selon l'opinion de Jakson, Fiodor Pavlovitch Karamazov finit par se dévoiler dans l'épisode du chapitre VIII : En buvant du cognac du livre troisième . Comme d'habitude, le personnage ne peut s'empêcher de « souiller tout ce qui ne le concerne pas » : les paysans russes, la Russie, les femmes. Il fait ainsi monter tension au cours de ce chapitre. La question finale, remarque Jakson c'est : « Y a-t-il un Dieu ? ». De ce point de vue Fiodor Pavlovitch essaye de se faire expliquer par Ivan si l'univers a un sens et s'il existe des lois morales à respecter ou si tout est permis. La réponse négative d'Ivan quant à l'existence de Dieu et de l'immortalité est fatale pour Fiodor Pavlovitch Karamazov qui est ivre et continue à boire . Puis, il continue en se moquant des femmes, en menaçant de cracher sur une icône de la Sainte Vierge. À un point tel qu' Alexeï est pris d'une crise d'hystérie
Ce discours est le point culminant de la description des idéaux et des états d'âme de Fiodor Karamazov. Il énonce ces idées sur sa philosophie morale en face d'Ivan, qui a de l'aversion à son égard, et tente de le convaincre de rester spectateur dans le conflit qu'il a avec Dmitri. Pourtant quand Dmitri entre dans la pièce il se pend lâchement à ses basques en disant : « Il va me tuer, me tuer ! ».
La fin de la discussion entre Fiodor, Ivan et Alexeï, selon Jakson, montre le caractère fondamentalement mauvais d'Ivan : il reste inactif et ne souhaite pas devenir médiateur dans le conflit entre son père et Dmitri. Il observe en se taisant les pitreries de son père. C'est pour Dostoïevski un véritable déni de sa part.
. Jakson considère que Fiodor est tué en partie parce qu'« il incarne la négation de tout ce qu'Ivan considère comme sacré ».